# Учешће жена на Олимијским играма
Стопа учешћа жена на Олимпијским играма расте од времена првог учешћа 1900. Неки спортови су јединствени за жене, у другим се такмиче оба пола, док су неки старији спортови остали само за мушкарце. Студије медијског извештавања о Олимпијади доследно показују разлике у начинима на које се описују жене и мушкарци и начинима на који се расправља о њиховим наступима. Заступљеност жена у Међународном олимпијском комитету знатно је заостајала за стопом учешћа жена у спортским такмичењима.

## Историја жена на Олимпијади

### 1900
На Летњим играма исте године дебитовале су женска атлетика и гимнастика. У атлетици, жене су се такмичиле у тркама на 100 метара, 800 метара, штафети 4×100 метара, скоку у вис и бацању диска. Трка на 800 метара била је контроверзна јер су многи такмичари наводно били исцрпљени или нису могли да заврше трку. Сходно томе, МОК је одлучио да избаци 800 метара из програма; није враћена све до 1960. Пољакиња Халина Конопацка постала је прва женска олимпијска шампионка у атлетици победом у бацању диска. На такмичењу у гимнастици домаћин Холандија је освојили прву златну медаљу за жене у овом спорту. Тенис је уклоњен из програма.
На Зимским олимпијским играма 1948. у Санкт Морицу, жене су дебитовале у дисциплинама спуста и слалома, а претходно су се такмичиле само у комбинованој дисциплини 1936. године. Године 1948. жене су се такмичиле у свим истим дисциплинама алпског скијања као и мушкарци. Барбара Ен Скот из Канаде победила је у женском појединачном такмичењу у уметничком клизању, што је први пут да је неЕвропљанка освојила златну медаљу на такмичењу. На Летњим олимпијским играма у Лондону 1948. жене су се први пут такмичиле у кануу. Жене су се такмичиле у дисциплини К-1 500 метара. Алис Коучмен је освојила златну медаљу у скоку у вис за жене на Летњим олимпијским играма 1948. године, што је представљало прву златну медаљу коју је освојила црнкиња за Сједињене Америчке Државе. На Зимским олимпијским играма 1952. одржаним у Ослу, жене су се први пут такмичиле у скијашком трчању. Такмичили су се на дистанци од 10 километара. На Летњим олимпијским играма 1952. одржаним у Хелсинкију, женама је по први пут дозвољено да се такмиче у коњичком спорту. Они су се такмичили у дресури која је била отворена за мушкарце и жене да се такмиче једни против других. Дански коњаник Лис Хартел освојила је сребрну медаљу у појединачној конкуренцији заједно са мушкарцима. На Зимским олимпијским играма 1956. одржаним у Кортини д'Ампецо, у програм је додата штафета крос 3 × 5 километара. Летње олимпијске игре 1956. одржане у Мелбурну, имале су програм идентичан претходној олимпијади.
Две жене су се такође такмичиле у коњичком такмичењу на Играма 1900. (Џејн Мулин и Елвира Гуера). Првобитно су само скакачке коњичке дисциплине рачунале као „олимпијске“, али су записи МОК-а касније додали хакове и трке ловаца и поштанских тренера на званичну листу од 1900 догађаја, ретроактивно чинећи Мулена и Геру међу првим олимпијанкама.

### 1904–1916
1904. године додато је такмичење у стрељаштву за жене.
На Летњим ОИ у Лондону 1908. било је 37 атлетичарки које су се такмичиле у стрељаштву, тенису и уметничком клизању.
На Летњим олимпијским играма 1912. било је 47 жена на спортским догађајима. Додато је пливање и роњење, али су уклоњено уметничко клизање и стрељаштво. Ликовна такмичења која су уведена на тим олимпијадама била су отворена и за жене, али није вођена пуна евиденција учесника.
Летње олимпијске игре 1916. требало је да се одрже у Берлину, али су отказане након избијања Првог светског рата.

### 1920–1928
1920. године на Играма се такмичило 65 жена. Стреличарство је поново додато у програм.
Рекордних 135 спортисткиња такмичило се у Паризу 1924. На Летњим олимпијским играма 1924. одржаним исте године у Паризу, женско мачевање је први пут уведено као такмичарски спорт а представница Данске Елен Осије је освојила инаугурационо злато. Стреличарство је поново скинуто са програма спорта. Дороти Маргарет Стјуарт је била прва жена која је освојила медаљу у уметности, освојивши сребро у мешовитој књижевности.
Године 1924. одржане су и прве Зимске олимпијске игре, а жене су се такмичиле само у уметничком клизању. Херма Сабо је постала прва шампионка на Зимским олимпијским играма након победе у женском појединачном такмичењу.
На Зимским олимпијским играма 1928. у Санкт Морицу, није било промена ни у једном женском такмичењу. Петнаестогодишња Соња Хени освојила је три златне олимпијске медаље.
Прве модерне Олимпијске игре на којима су учествовале спортисткиње биле су Летње олимпијске игре 1900.. у Паризу. Хелене де Поурталес из Швајцарске је постала прва жена која се такмичила на Олимпијским играма и постала прва женска олимпијска шампионка, као чланица победничког тима у првом такмичењу у једрењу од 1 до 2 тоне 22. маја 1900. Британка Шарлот Купер постала је прва шампионка појединачно победом у женском појединачном тениском такмичењу 11. јула. Тенис и голф су били једини спортови у којима су жене могле да се такмиче у појединачним дисциплинама. На Играма 1900. године учествовале су 22 жене, 2,2% свих такмичара. Поред једрења, голфа и тениса, жене су се такмичиле и у крокету.

### 1932–1936
За Летње олимпијске игре 1932, одржане у Лос Анђелесу, додато је бацање копља и 80 метара са препонама. На Зимским играма 1936. у Гармиш-Партенкирхену, жене су се први пут такмичиле у алпској скијашкој комбинацији, а златну медаљу освојила је Немица Кристл Кранц. На Летњим олимпијским играма 1936. одржаним у Берлину, гимнастика се вратила у програм за жене.

### 1940–1944
Зимске олимпијске игре 1940. које су требале да се одрже у Сапору, Летње олимпијске игре 1940. у Токију, Зимске олимпијске игре 1944. у Кортини д'Ампецо и Летње олимпијске игре 1944. које су требале да се одрже у Лондону су отказане због избијање Другог светског рата. Шест олимпијских атлетичарки умрло је током Другог светског рата:
| Атлета            | Нација     | Спорт             | Година такмичења | медаља(е) |
| ----------------- | ---------- | ----------------- | ---------------- | --------- |
| Естела Агстерибе  | Низоземска | гимнастика        | 1928.            |           |
| Доротеа Коринг    | Немачка    | тенис             | 1912.            |           |
| Хелена Нордхајм   | Низоземска | гимнастика        | 1928.            |           |
| Ана Дресден-Полак | Низоземска | гимнастика        | 1928.            |           |
| Јуд Симонс        | Низоземска | гимнастика        | 1928.            |           |
| Хилдегарде Шварце | Летонија   | Уметничко клизање | 1936.            |           |

### 1948–1956
Брзо клизање за жене дебитовао је на Зимским олимпијским играма 1960. одржаним у Скво долини. Хелга Хаасе, која је представљала Уједињени тим Немачке, освојила је инаугурационо златну медаљу за жене, у дисциплини 500 метара . Програм је остао исти за Летње олимпијске игре 1960. одржане у Риму. На Зимским олимпијским играма 1964. у Инсбруку, дебитовала је женска дисциплина у скијашком трчању на 5 км. На Летњим олимпијским играма 1964. одржаним у Токију, одбојка је први пут била олимпијски спорт а домаћин, женска одбојкашка репрезентација Јапана освојила је злато. На Зимским олимпијским играма 1968. одржаним у Греноблу, први пут је уврштено санкање за жене. Ерика Лехнер из Италије освојила је злато након што су источнонемачке тркачице Ортрун Ендерлеин, Ана-Мариа Муллер и Ангела Кносел наводно загрејале тркаче на својим санкама и биле дисквалификоване. Остаје непознато да ли су Источни Немци заиста грејали своје санке или су ситуацију измислили Западни Немци. На Летњим олимпијским играма 1968. у Мексико Ситију жене су се први пут такмичиле у стрељаштву. Жене су се такмичиле у мешовитим дисциплинама са мушкарцима и било им је дозвољено да се такмиче у свих седам дисциплина.

### 1972–1980
На Зимским олимпијским играма 1972. одржаним у Сапору није било промена у спортовима доступним женама. На Летњим олимпијским играма 1972. у Минхену, стреличарство је одржано први пут од 1920. На Зимским олимпијским играма 1976. у Инсбруку, у програм је додат плес на леду.. Жене су се такмичиле у три нова такмичења на Летњим олимпијским играма 1976. одржаним у Монтреалу. Жене су дебитовале у кошарци и рукомету. Жене су се такође први пут такмичиле у веслању, учествујући у шест од осам дисциплина. Није било нових спортова или дисциплина за жене на Зимским олимпијским играма 1980. одржаним у Лејк Плесиду. На Летњим олимпијским играма 1980. одржаним у Москви, дебитовао је женски хокеј на трави. Заобилазни тим Зимбабвеа направио је велики проблем, освојивши злато, прву олимпијску медаљу нације. Међутим, ове Олимпијске игре су биле поремећене америчким бојкотом игара због совјетске инвазије на Авганистан.

### 1984–1992
Женско скијашко трчање на 20 километара додано је програму Зимских игара у Сарајеву 1984. године . Марја-Лииса Хамалаинен из Финске доминирала је у крос-кантри дисциплинама, освојивши злато на све три удаљености.
На Летњим олимпијским играма 1984. у Лос Анђелесу покренуте су нова такмичења за жене. Синхроно пливање је дебитовало, а на такмичењу су се такмичиле само жене. Домаћини Американци освојили су злато и у соло и у дуету. Жене су такође дебитовале у бициклизму, такмичећи се у друмској трци. У овом такмичењу је победу однела Американка Кони Карпентер. Такође, први пут се појавила ритмичка гимнастика у којој су се такмичиле само жене; победила је Канађанка Лори Фунг. Женски маратон је такође први пут наступио на овим Играма, а Американка Џоан Беноа освојила је злато за 2:24:52, за време које су многи мислили да је било немогуће за жене само неколико година раније. Ово су уједно биле и прве игре на којима су се жене такмичиле само против других жена у стрељаштву. Ове игре су бојкотовали Совјетски Савез и његове сателитске државе.
На Зимским олимпијским играма 1988. одржаним у Калгарију није било нових догађаја. На Летњим олимпијским играма 1988. у Сеулу, стони тенис се први пут појавио и за мушкарце и за жене. Такмичили су се у дисциплинама сингл и дубл. Такође, на овим Играма дебитовала је посебна једриличарска дисциплина за жене, дисциплина 470 за жене. По први пут жене су се такмичиле у бициклистичкој дисциплини, спринту.
Године 1991. МОК је обавезао да сви нови спортови који се пријављују за укључење на ОИ имају такмичарке. Међутим, ово правило важило је само за нове спортове који се пријављују за олимпијско признање. То је значило да су сви спортови који су били укључени у олимпијски програм пре 1991. године могли и даље да искључују женске учеснице према нахођењу спортског савеза. На Зимским олимпијским играма 1992. у Албертвилу, жене су се први пут такмичиле у биатлону. Спортисти су се такмичили у појединачној дисциплини, спринту и штафети. Скијање слободним стилом је такође дебитовало на Играма 1992. године, где су се жене такмичиле у дисциплини могул. Брзо клизање на кратким стазама се први пут појавило на овим Играма. Жене су се такмичиле у тркама на 500 метара и штафети на 3000 метара. На Летњим олимпијским играма 1992. одржаним у Барселони, бадминтон се први пут појавио на програму. Жене су се такмичиле у појединачној и дубл конкуренцији. И жене су се први пут на овим Играма такмичиле у џудоу. Тридесет и пет земаља је и даље слало искључиво мушке делегације на ове игре. 1992. су биле последње олимпијске игре на којима је такмичење у скету отворено и за мушкарце и за жене, и једино мешовито такмичење у стрељаштву на Олимпијским играма на којем је икада победила жена: Џанг Шан.

### 1994–2002
На Зимским олимпијским играма 1994. у Лилехамеру званично је дебитовала дисциплина скијања слободним стилом на ваздуху. Лина Черјазова из Узбекистана освојила је златну медаљу, што је до сада једина медаља њене земље на Зимским олимпијским играма. Женски фудбал и софтбол први су наступили на Играма 1996. у Атланти, где су домаћини освојили злато у оба спорта. На Зимским олимпијским играма 1998. у Нагану, хокеј на леду (са златом САД) и карлинг (са златом Канаде) били су нови спортови доступни и у женској конкуренцији. Бројни нови догађаји су премијерно приказани на Летњим олимпијским играма 2000. у Сиднеју. Дизање тегова, модерни петобој, теквондо, триатлон и трамполин дебитовали су у Аустралији. На Зимским олимпијским играма 2002. у Солт Лејк Ситију, женски боб се први пут појавио. Јилл Бакен и Вонета Фловерс из САД победиле су у конкуренцији две жене, једином бобу за жене на Играма 2002.

### 2004–2012
На Летњим олимпијским играма 2004. у Атини, жене су се први пут такмичиле у рвању у слободним категоријама тежине 48 кг, 55 кг, 63 кг и 72 кг. Жене су се такође по први пут такмичиле у дисциплини мачевање сабљом, а злато је освојила Мариел Загунис из САД. Године 2004. жене из Авганистана су се такмичиле на Олимпијским играма по први пут у својој историји након што је МОК забранио нацији да уђе у Сиднеј 2000. због противљења талибанске владе женама у спорту. На Зимским олимпијским играма 2006. у Торину програм је остао непромењен. На Летњим олимпијским играма 2008. у Пекингу, додато је неколико нових догађаја. БМКС бициклизам је први пут одржан 2008. године, дебитујући у мушкој дисциплини. Жене су се по први пут такмичиле и у трци са препрекама на 3000 м и пливању на 10 километара у маратону. Бејзбол и бокс су остали једини спортови који нису били доступни за жене на овим Играма.
На Зимским олимпијским играма 2010. у Ванкуверу, ски крос је дебитовао и за жене и за мушкарце. Ешли Макивор из Канаде освојила је прво злато за жене у овом спорту. Контроверза је настала када је МОК искључио женске скијашке скокове из програма због малог броја спортиста и нација које учествују у овом спорту. Група од петнаест  скијашица касније је поднела тужбу против Организационог комитета Ванкувера за Зимске Олимпијске и Параолимпијске игре 2010. на основу тога што је прекршила Канадску повељу о правима и слободама пошто су се мушкарци такмичили на истом такмичењу. Тужба је пропала, а судија је пресудио да ситуација није регулисана Повељом. На Летњим олимпијским играма 2012. дебитовао је женски бокс. Ово, у комбинацији са одлуком МОК-а да избаци бејзбол из програма за 2012, значило је да су се жене по први пут такмичиле у свим спортовима на Летњим играма. Лондон 2012. је такође био први пут да су сви национални олимпијски комитети послали спортисткињу на Игре. Брунеј, Саудијска Арабија и Катар су први пут имали спортисткиње у својим делегацијама.

### 2014–2018
На Зимским олимпијским играма 2014. у Сочију, први пут је уведена категорија женски скијашки скокови. Карина Вогт из Немачке освојила је прву златну медаљу за жене у овом спорту. На Летњим олимпијским играма 2016. у Рио де Жанеиру одржано је прво такмичење у рагби седмици. Турнир је освојила репрезентација Аустралије. Голф је такође поново додат у оквир такмичења, по први пут у конкуренцији за жене од 1900. Инби Парк из Јужне Кореје је била најбоља. На Зимским олимпијским играма 2018. у Пјонгчангу су додани велики ваздушни сноуборд, мешовити дубл карлинг, брзо клизање са масовним стартом и мешовито тимско алпско скијање. Џејми Андерсон из САД је освојила сребрну медаљу у биг ер а такође је освојила златну медаљу у слопестислеу, поставши сноубордерка са највише медаља на тим играма.

### 2020.
Трансродним спортистима је номинално дозвољено учешће на Олимпијским играма од 2004. иако су само Токио 2020. (одржане 2021.) постале прве Олимпијске игре на којима се такмичила транс жена, а Лорел Хабард је учествовала у женској супертешкој дисциплини у дизању тегова.
Жене су се такмичиле у софтболу, каратеу, спортском пењању, сурфовању и скејтборду на Летњим олимпијским играма 2020. у Токију. Нови догађаји у спортском пењању - брзо пењање, балван и пењање на олову - су имали и мушке и женске категорије. Неколико спортова, као што је пливање, имало је мешовита такмичења.
Промењена је дужина тениских мечева тако да су мушкарци играли три сета, као и жене на свим претходним Олимпијским играма.
Олимпијске игре 2020. биле су прве Олимпијске игре на којима је женама било дозвољено да се такмиче у кану спринту. Пре ове Олимпијске игре женама је било дозвољено да се баве кајаком, али не и кануом. Олимпијске игре 2020. биле су прве Олимпијске игре на којима је било такмичење у пливању на 1500 метара слободним стилом за жене.

### Будуће Олимпијске игре
Међународна скијашка федерација саопштила је да има за циљ да по први пут укључи женску нордијску комбиновану у олимпијски програм на Зимским олимпијским играма 2022. у Пекингу. Међутим, нордијска комбинација на Зимским олимпијским играма 2022. на крају је имала три такмичења само за мушкарце, баш као и 2018.

## Спорт
Жене су се на Олимпијским играма такмичиле у следећим спортовима.
| Соирт                           | Година када је женска категорија укључена у оквир такмичења: |
| ------------------------------- | ------------------------------------------------------------ |
| Тенис                           | 1900.                                                        |
| Голф                            | 1900.                                                        |
| Једрење                         | 1900.                                                        |
| Стреличарство                   | 1904.                                                        |
| Уметничко клизање               | 1908.                                                        |
| Роњење                          | 1912.                                                        |
| Пливање                         | 1912.                                                        |
| Мачевање                        | 1924.                                                        |
| Атлетика                        | 1928.                                                        |
| Гимнастика                      | 1928.                                                        |
| Алпско скијање                  | 1936.                                                        |
| Скијашко трчање                 | 1936.                                                        |
| Кајак и кану                    | 1948.                                                        |
| Јахање                          | 1952.                                                        |
| Брзо клизање                    | 1960.                                                        |
| Одбојка                         | 1964.                                                        |
| Санкање                         | 1964.                                                        |
| Стрељаштво                      | 1968.                                                        |
| Кошарка                         | 1976.                                                        |
| Рукомет                         | 1976.                                                        |
| Веслање                         | 1976.                                                        |
| Хокеј на трави                  | 1980.                                                        |
| Бициклизам                      | 1984.                                                        |
| Стони тенис                     | 1988.                                                        |
| Бадминтон                       | 1992.                                                        |
| Биатлон                         | 1992.                                                        |
| Џудо                            | 1992.                                                        |
| Брзо клизање на кратким стазама | 1992.                                                        |
| Амерички фудбал                 | 1996.                                                        |
| Софтбол                         | 1996.                                                        |
| Фудбал                          | 1996.                                                        |
| Карлинг                         | 1998.                                                        |
| Хокеј на леду                   | 1998.                                                        |
| Модерни петобој                 | 2000.                                                        |
| Теквондо                        | 2000.                                                        |
| Триатлон                        | 2000.                                                        |
| Ватерполо                       | 2000.                                                        |
| Дизање тегова                   | 2000.                                                        |
| Боб                             | 2002.                                                        |
| Скелетон                        | 2002.                                                        |
| Рвање                           | 2004.                                                        |
| Бокс                            | 2012.                                                        |
| Скијашки скокови                | 2014.                                                        |
| Рагби                           | 2016.                                                        |
| BMX бајкинг                     | 2020.                                                        |
| Карате                          | 2020.                                                        |
| Скејтбординг                    | 2020.                                                        |
| Сурфовање                       | 2020.                                                        |
| Спортско пењање                 | 2020.                                                        |

## Родне разлике

### Атлетика
У комбинованим дисциплинама на Олимпијским играма, жене се такмиче у седмобоју са седам дисциплина, док се мушкарци такмиче у још три дисциплине у десетобоју . Женски петобој се одржавао од 1964. до 1980. године, пре него што је проширен на седмобој.
У спринту с препонама на Олимпијским играма, мушкарци се такмиче на 110 метара, док жене прелазе 100 метара. Жене су трчале 80 метара до Олимпијских игара 1968. године, што је продужено на 100 метара 1961. године, премда на пробној основи, нова удаљеност од 100 метара је постала званична 1969. године. Није наведен датум за додавање 10 метара. И мушкарци и жене прелазе укупно десет препрека током трка, а оба пола прелазе три корака између препона на елитном нивоу. Било каква измена женске дистанце у складу са мушком би утицала или на технику спортиста или на број препона у дисциплини, или би резултирала искључењем жена са краћим корацима.
Историјски гледано, жене су се такмичиле на више од 3000 метара све док се ово није поклопило са мушком трком на 5000 метара 1996. Слично томе, жене су се такмичиле у трци на 10 километара 1992. и 1996. пре него што је ово промењено на стандардну дистанцу за мушкарце од 20 километара. Процес изједначавања женског атлетског програма са мушким ишао је споро. Троскок је додат 1996. године, бацање кладива и скок с мотком 2000. године, а 2008. године скок са препрекама. Једина преостала разлика је ходање на 50 километара само за мушкарце. Такође су се расправљали о предлозима да се тренутно искључиво мушка дисциплина у потпуности уклони са Олимпијских игара.

### Бокс
На летњим олимпијским играма, мушка такмичења у боксу се одвијају у три рунде по три минута, а женска у четири рунде по два минута. Жене се такође такмиче у три тежинске категорије наспрам 10 за мушкарце.

### Вожња кануом
Кану је искључио жене на Олимпијским играма из дисциплина спринта и слалома до Токија 2020.

### Стрељаштво
Жене су искључене из дисциплина: 25 метара брзометни пиштољ, 50 метара пиштоља и 50 метара пушком склони догађаји. Мушкарци су искључени из 25 метара пиштољ. Од 1996. до 2004. године, жене су учествовале у такмичењу у стрељаштву - дупли трап. Женска дисциплина је укинута из оквира ОИ након Летњих олимпијских игара 2004. Финално гађање за жене је због тога прекинуто на међународном такмичењу.

### Друмски бициклизам
Од 1984. године, када су уведене женске бициклистичке дисциплине, женске друмске трке су биле 140 километара спрам 250 километара за мушкарце. Хронометри су 29 километара и 44 километара респективно. Свака земља је ограничена на слање пет мушкараца и четири жене на Летње игре.

### Тенис
До игара 2020. жене су се на Олимпијским играма такмичиле у мечевима од три сета, за разлику од пет сетова за мушкарце. Мушки мечеви су скраћени за Токио 2020.

### Фудбал
У олимпијском фудбалу не постоји старосно ограничење за жене.

## Родна равноправност
Историјски гледано, спортисткиње су третиране, приказиване и гледано другачије од мушких колега. У првим данима Олимпијских игара, многи национални олимпијски комитет слали су мање такмичарки јер би сносиле трошкове пратиоца, што није било неопходно за мушке спортисте. Док је неједнакост у учешћу опадала кроз историју, жене су и даље понекад другачије третиране на самим Играма. На пример, 2012. године женска фудбалска репрезентација Јапана путовала је на Игре економском класом, док је мушка репрезентација путовала пословном класом. Иако се жене такмиче у свим спортовима на летњим олимпијским играма, још увек постоји 39 догађаја који нису отворени за жене. Мушкарци морају да се такмиче у дужим и тежим дисциплинама, као што је 110 метара са препонама, у поређењу са 100 метара са препонама за жене. У студији коју су урадиле „Жене у међународној елитној атлетици: (не)једнакост полова и национално учешће“. у оквиру ове студије, тестирањем макро-социјалне родне равноправности, установљено је да је у земљама које имају већу припадност муслиманској религији, било мање гурања жена да се баве спортом.

## Медији
Историјски гледано, покривеност и укључивање женских тимских спортова на Олимпијске игре је било ограничено. Показало се да се коментатори чешће позивају на спортисткиње користећи „неспортску терминологију“ него на мушкарце. Студија из 2016. коју је објавила Cambridge University Press открила је да је већа вјероватноћа да ће жене бити описане користећи физичке карактеристике, године, брачни статус и естетику него мушкарци, за разлику од придева и описа везаних за спорт. Иста студија је открила да је вероватније да ће се жене називати „девојкама“ него што ће се мушкарци у коментарима називати „,момцима“. Овај диспаритет у квалитету извештавања о женским олимпијским спортовима приписује се чињеници да су 90% спортских новинара мушкарци.
Покривеност женских спортова је обично била нижа него мушка. Од 1992. до 1998. године, Американке су увек имале мање сировог времена када су биле покривене на телевизији. У поређењу са америчким мушкарцима, жене су имале само 44, 47, односно 40 процената телевизијског преноса Олимпијских игара.
Међународни олимпијски комитет (МОК) је основао Пјер, барон де Кубертен, 1894. године и сада се сматра врховним ауторитетом олимпијског покрета. Његово седиште се налази у Лозани, Швајцарска. Титула врховног ауторитета олимпијског покрета обухвата много различитих дужности, које укључују промовисање олимпијских вредности, одржавање редовног обележавања Олимпијских игара и подршку било којој организацији која је повезана са олимпијским покретом.
Неке од олимпијских вредности које МОК промовише су етичко бављење спортом, елиминисање дискриминације у спорту, подстицање учешћа жена у спорту, борба против употребе дрога у спорту и мешање спорта, културе и образовања. МОК подржава ове вредности стварањем различитих комисија које се фокусирају на одређену област. Комисије одржавају конференције током целе године на којима различити људи широм света расправљају о идејама и начинима за имплементацију олимпијских вредности у животе људи на међународном нивоу. Комисије такође имају одговорност да о својим налазима извештавају председника МОК-а и његов извршни одбор. Председник има овлашћење да распоређује чланове у различите комисије на основу интересовања и специјалности особе.
Прве две чланице МОК-а биле су Венецуеланка Флор Исава-Фонсека и Финкиња Пирјо Хагман и кооптиране су за чланице МОК-а 1981. године.

### Комисија за жене у спорту
Циљ МОК-а је да подстакне традиционалистичке земље да подрже учешће жена у спорту јер две олимпијске вредности МОК-а које мора да подржава јесу обезбеђивање одсуства дискриминације у спорту и промовисање учешћа жена у спорту. Комисија која је створена да промовише комбинацију ових вредности била је Комисија за жене у спорту. Ова комисија проглашава своју улогу као „саветовање Извршном одбору МОК-а о политици коју треба применити у области промоције жена у спорту“. Комисија је у потпуности промовисана у свој статус тек 2004. године, а састаје се једном годишње како би разговарала о својим циљевима и имплементацији. Ова комисија такође сваке године представља Трофеј за жене и спорт којим се одаје признање за жену која је отелотворила вредности МОК-а и која је подржала напоре да се повећа учешће жена у спорту на свим нивоима. Овај трофеј би требало да симболизује посвећеност МОК-а да ода почаст онима који су од користи за родну равноправност у спорту.
Други начин на који је МОК покушао да подржи учешће жена у спорту је омогућавање женама да постану чланице. Флор Исава Фонсека је 1990. године постала прва жена изабрана у извршни одбор МОК-а. Прва Американка чланица МОК-а била је Анита ДеФранк, која је постала чланица 1986. и 1992. године почела да председава прототипом Комисије МОК-а за жене у спорту. ДеФранк не само да је радила на промовисању родне равноправности у спорту, већ је такође желела да се креће ка родној равноправности у МОК-у како би жене могле бити равноправно заступљене. Била је кључна особа у креирању нове политике МОК-а која је захтевала да чланство МОК-а буде састављено од најмање 20 процената жена до 2005. Такође је наручила студију спроведену 1989. и поново 1994. која се фокусирала на разлику између телевизијског извештавања о мушким и женским спортовима. Неједнакост и даље постоји у овој области, али се сматрало да њена студија отвара очи колико је проблем значајан и да је предложила начине како да се повећа извештавање о женским спортским догађајима.
МОК није успео у својој политици која захтева да 20 одсто чланова МОК-а буду жене до 2005. До јуна 2012. политика још увек није остварена, са 20 од 106 жена чланица МОК-а, што је однос од 18,8 одсто. Тек четири одсто националних олимпијских комитета има жене председнице.

## Утицај Светских игара за жене

### Историјска позадина
Године 1919. француски преводилац и веслачица аматерка, Алис Милијат, покренула је преговоре са МОК-ом и Међународном асоцијацијом атлетских федерација са циљем да се женска атлетика укључи на Летње олимпијске игре 1924. године. Након што је њен захтев одбијен, организовала је прву „Женску олимпијаду“ у Монте Карлу. Ово би постало претеча првих светских игара за жене. Догађај је виђен као протест против одбијања МОК-а да укључи жене у атлетику и као порука њиховом председнику Пјеру де Кубертену који се противио учешћу жена на Олимпијским играма. Милијат је основала Међународну женску спортску федерацију која је организовала прве Светске игре за жене.

### Игре
Прве „Женске олимпијске игре“ одржане су у Паризу 1922. године. Спортисти су се такмичили у једанаест дисциплина: 60 метара, 100 метара, 300 метара, 1000 метара, штафета 4 к 110 метара, препоне 100 метара, скок у вис, скок у даљ, скок у даљ из места и бацање копља. Играма је присуствовало 20.000 људи и постављено је 18 светских рекорда. Упркос успешном исходу догађаја, МОК је и даље одбио да укључи женску атлетику на Летње олимпијске игре 1924. године. Поврх свега, МОК и ИААФ су се успротивили коришћењу термина „олимпијски“ у називу и опису догађаја, па је ИВСФ променио назив догађаја у Светске игре за жене за верзију из 1926. године. Светске игре за жене 1926. одржале су се у Гетеборгу у Шведској. У програм је додато и бацање диска. Овим играма је присуствовало 20.000 гледалаца и коначно су убедили МОК да дозволи женама да се такмиче на Олимпијским играма у неким атлетским дисциплинама. МОК је дозволио женама да се такмиче на 100 метара, 800 метара, 4 × 100 метара штафета, скоку у вис и бацању диска 1928. Биће још два издања Светских игара жена, 1930. у Прагу и 1934. у Лондону. ИВСФ је био приморан да одустане након што је влада Француске повукла средства 1936.